# Quentin Bernard
Quentin Bernard, né le 7 juillet 1989 à Poitiers, est un footballeur français. Il évolue au poste d'arrière gauche au Dijon FCO.

## Carrière
Après des débuts dans les catégories de jeunes à l'ES Buxerolles, Quentin Bernard intègre le SO Châtellerault. Il est un élément important de son équipe en moins de quinze ans, et se fait remarquer par plusieurs clubs de la région. Le défenseur intègre alors le centre de pré-formation de Châteauroux, pour deux ans. Il rejoint ensuite les Chamois niortais. Ce choix est dû à des raisons extra-sportives, le club niortais prenant en charge la scolarité du joueur. En 2004, il dispute avec la sélection de la Ligue Centre-Ouest la Coupe Nationale des 14 ans à Clairefontaine, aux côtés de Karim Aït-Fana.
Évoluant dans les catégories jeunes du club pendant quatre ans, Quentin Bernard commence sa carrière avec les Chamois niortais lors de la saison 2008-2009 en National. Après une descente en CFA et une remontée l'année suivante, il s'impose dans l'équipe en tant que titulaire en 2010-2011, en participant à trente-cinq rencontres. La saison 2011-2012 voit les niortais terminer sur le podium et donc accéder à la Ligue 2. Bernard participe à quarante-quatre matchs cette saison-là, et marque son premier but au niveau national. Il signe son premier contrat professionnel durant l'été 2012, avant d'entamer sa première saison au deuxième échelon du football français. Quentin Bernard participe la saison suivante à la majorité des rencontres, et marque ses deux premiers buts en Ligue 2,. Après une quinzième place au classement, Bernard voit son ami de longue date Johan Gastien partir pour  Dijon FCO. Le défenseur réalise une nouvelle saison pleine lors de l'exercice 2013-2014, qui voit Niort atteindre la cinquième place du classement, après avoir joué la montée. La septième année de Bernard avec les Chamois est aussi aboutie, avec quarante-et-une rencontres disputées. En fin de contrat, les dirigeants du club proposent un nouveau contrat à Quentin Bernard dès février.
Il s'engage finalement avec le Dijon Football Côte-d'Or pour deux ans.
Lors de la saison 2018-2019, il est l'un des trois délégués syndicaux de l'UNFP au sein du Stade brestois.
Le 17 juin 2019, alors en fin de contrat avec le Stade Brestois 29, il rejoint son ancien entraîneur Jean Marc Furlan à l'AJ Auxerre,.

## Statistiques
Le tableau suivant récapitule les statistiques de Quentin Bernard durant sa carrière.
| Saison                | Club                  | Championnat           | Championnat | Championnat | Championnat | Coupe nationale | Coupe nationale | Coupe nationale | Coupe de la Ligue | Coupe de la Ligue | Coupe de la Ligue | Play-offs | Play-offs | Play-offs | Total | Total | Total |
| Saison                | Club                  | Division              | M.          | B.          | P.d.        | M.              | B.              | P.d.            | M.                | B.                | P.d.              | M.        | B.        | P.d.      | M.    | B.    | P.d.  |
| 2008-2009             | Chamois niortais      | National              | 8           | 0           | 0           | 3               | 0               | 0               | -                 | -                 | -                 | -         | -         | -         | 11    | 0     | 0     |
| 2009-2010             | Chamois niortais      | CFA                   | 10          | 0           | 0           | 3               | 0               | 0               | -                 | -                 | -                 | -         | -         | -         | 13    | 0     | 0     |
| 2010-2011             | Chamois niortais      | National              | 35          | 0           | 0           | -               | -               | -               | -                 | -                 | -                 | -         | -         | -         | 35    | 0     | 0     |
| 2011-2012             | Chamois niortais      | National              | 38          | 1           | 0           | 6               | 0               | 0               | -                 | -                 | -                 | -         | -         | -         | 44    | 1     | 0     |
| 2012-2013             | Chamois niortais      | Ligue 2               | 35          | 2           | 2           | 2               | 0               | 0               | 2                 | 0                 | 0                 | -         | -         | -         | 39    | 2     | 2     |
| 2013-2014             | Chamois niortais      | Ligue 2               | 37          | 0           | 0           | 4               | 0               | 1               | 1                 | 0                 | 0                 | -         | -         | -         | 42    | 0     | 1     |
| 2014-2015             | Chamois niortais      | Ligue 2               | 37          | 0           | 0           | 3               | 0               | 0               | 1                 | 0                 | 0                 | -         | -         | -         | 41    | 0     | 0     |
| Sous-total            | Sous-total            | Sous-total            | 200         | 3           | 2           | 21              | 0               | 1               | 4                 | 0                 | 0                 | -         | -         | -         | 225   | 3     | 3     |
| 2015-2016             | Dijon FCO             | Ligue 2               | 23          | 0           | 1           | -               | -               | -               | 1                 | 0                 | 0                 | -         | -         | -         | 24    | 0     | 1     |
| 2016-2017             | Dijon FCO             | Ligue 1               | 7           | 0           | 0           | -               | -               | -               | 1                 | 0                 | 0                 | -         | -         | -         | 8     | 0     | 0     |
| Sous-total            | Sous-total            | Sous-total            | 30          | 0           | 1           | -               | -               | -               | 2                 | 0                 | 0                 | -         | -         | -         | 32    | 0     | 1     |
| 2016-2017             | Stade brestois 29     | Ligue 2               | 14          | 0           | 0           | -               | -               | -               | -                 | -                 | -                 | -         | -         | -         | 14    | 0     | 0     |
| 2017-2018             | Stade brestois 29     | Ligue 2               | 31          | 1           | 5           | 2               | 0               | 0               | -                 | -                 | -                 | 1         | 0         | 0         | 34    | 1     | 5     |
| 2018-2019             | Stade brestois 29     | Ligue 2               | 34          | 0           | 4           | 1               | 0               | 0               | 1                 | 0                 | 0                 | -         | -         | -         | 36    | 0     | 4     |
| Sous-total            | Sous-total            | Sous-total            | 79          | 1           | 9           | 3               | 0               | 0               | 1                 | 0                 | 0                 | 1         | 0         | 0         | 84    | 1     | 9     |
| 2019-2020             | AJ Auxerre            | Ligue 2               | 28          | 1           | 0           | 2               | 0               | 0               | 1                 | 0                 | 0                 | -         | -         | -         | 31    | 1     | 0     |
| 2020-2021             | AJ Auxerre            | Ligue 2               | 34          | 1           | 3           | -               | -               | -               | -                 | -                 | -                 | -         | -         | -         | 34    | 1     | 3     |
| 2021-2022             | AJ Auxerre            | Ligue 2               | 32          | 0           | 5           | 3               | 0               | 0               | -                 | -                 | -                 | 3         | 0         | 0         | 38    | 0     | 5     |
| 2022-2023             | AJ Auxerre            | Ligue 1               | 7           | 0           | 1           | -               | -               | -               | -                 | -                 | -                 | -         | -         | -         | 7     | 0     | 1     |
| Sous-total            | Sous-total            | Sous-total            | 101         | 2           | 9           | 5               | 0               | 0               | 1                 | 0                 | 0                 | 3         | 0         | 0         | 110   | 2     | 9     |
| 2022-2023             | Chamois niortais      | Ligue 2               | 17          | 0           | 0           | 1               | 0               | 0               | -                 | -                 | -                 | -         | -         | -         | 18    | 0     | 0     |
| 2023-2024             | Chamois niortais      | National              | 34          | 1           | 3           | 1               | 0               | 0               | -                 | -                 | -                 | -         | -         | -         | 35    | 1     | 3     |
| Sous-total            | Sous-total            | Sous-total            | 51          | 1           | 3           | 2               | 0               | 0               | -                 | -                 | -                 | -         | -         | -         | 53    | 1     | 3     |
| 2024-2025             | Dijon FCO             | National              | 24          | 0           | 1           | 3               | 0               | 0               | -                 | -                 | -                 | -         | -         | -         | 27    | 0     | 1     |
| Total sur la carrière | Total sur la carrière | Total sur la carrière | 485         | 5           | 21          | 34              | 0               | 1               | 8                 | 0                 | 0                 | 4         | 0         | 0         | 531   | 5     | 22    |

## Palmarès
- Champion de CFA en 2009-2010 et promu en National avec les Chamois niortais.
- Vice-champion de Ligue 2 en 2015-2016 et promu en Ligue 1 avec le Dijon FCO.
- Vice-champion de Ligue 2 en 2018-2019 et promu en Ligue 1 avec le Stade Brestois 29.
- 3e de Ligue 2 en 2021-2022 et promu en Ligue 1 avec l'AJ Auxerre.